# Han Feizi
Han Feizi, död omkring 233 f. Kr., var en kinesisk filosof.
Han Feizi var lärjunge till Xun Zi men påverkades också av daoistiska idéer. Han är en av de centrala gestalterna inom den kinesiska legalismen. Hans samlade verk finns bevarade i 55 kapitel.

## Biografi

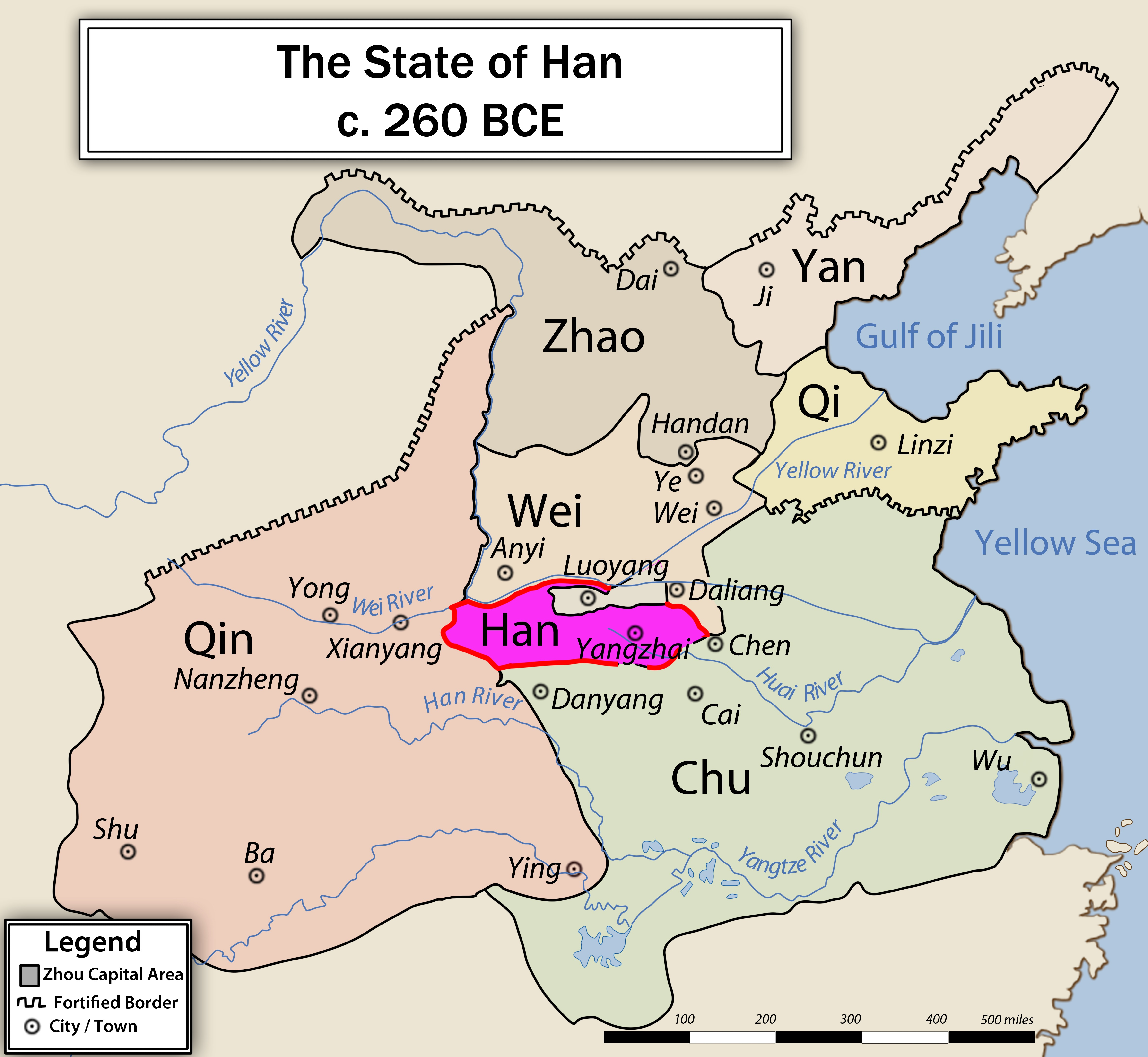
De stridande staterna c:a 260 f.Kr. Han Feizi växte upp i Han-riket.

Han Feizi föddes i en adlig – enligt den kinesiske historikern Sima Qian den härskande – familjen i Han, ett av rikena vid tiden för De stridande staterna. Som ung studerade han för filosofen Xunzi samtidigt med Li Si – blivande minister i Qin.

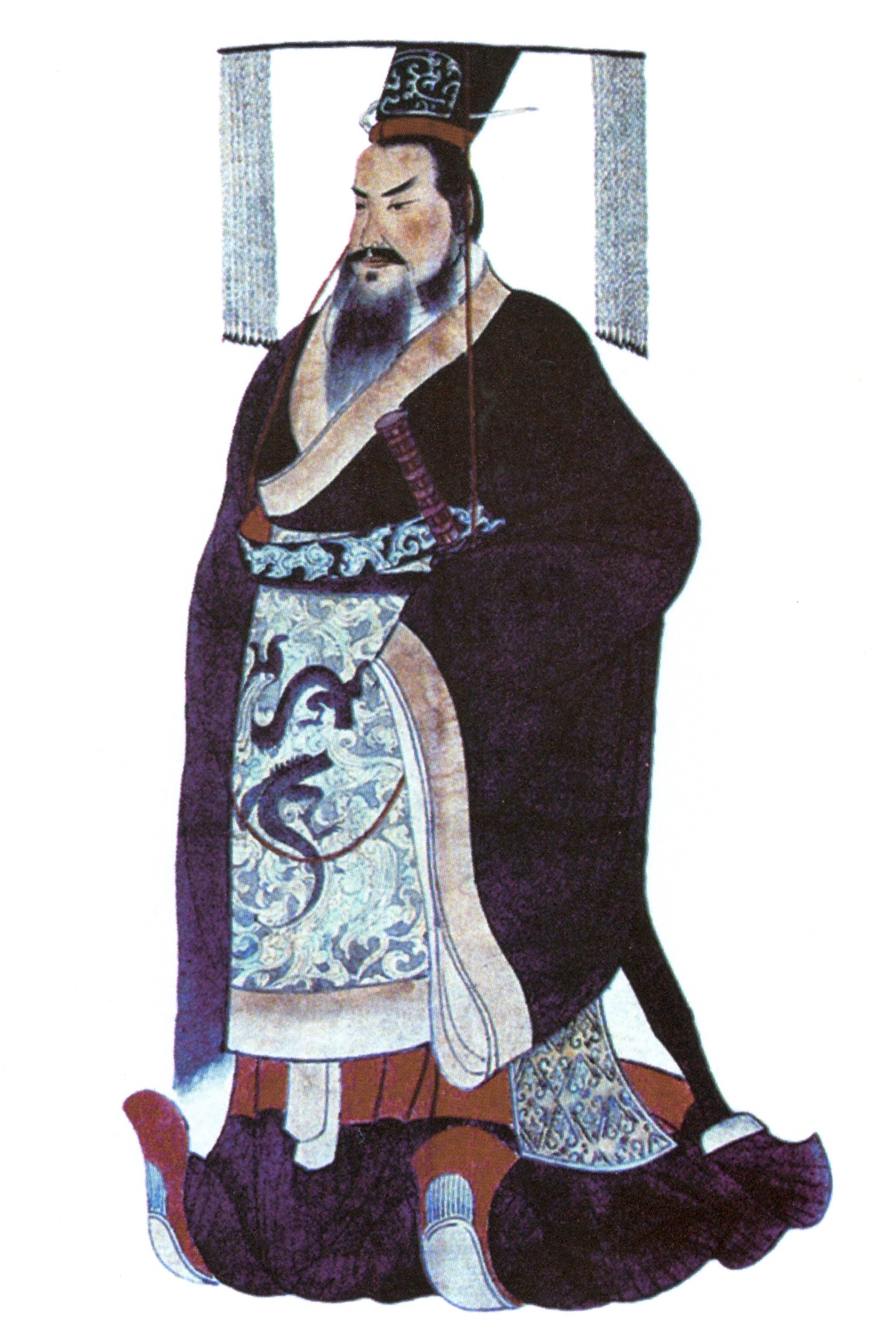
Kungen av Qin, Ying Zheng, sedermera förste kejsaren av Qin, beordrade Han Feizis avrättning.

Han Feizi upplevde att Han-riket led skada av att obegåvade bakdantare utnämndes till höga poster i förvaltningen, och författade flera skrifter för att försöka varna kungen. Han misslyckades, men imponerade däremot härskaren av grannriket Qin – snart den förste kejsaren – som kallade till sig Han Feizi. År 234 f. Kr. skickades han till Qin som diplomatiskt sändebud för Han-riket.
Li Si introducerade Han Feizi vid hovet, men började genast att uppleva honom som ett hot. Efter att han övertygat kungen av Qin att Han Feizi var trolös, beordrades filosofens avrättning. Li Si såg till att Han Feizi inte fick någon möjlighet att försvara sig, och uppmuntrade honom att ta gift för att undvika en förödmjukande offentlig avrättning.
I sista stund ändrade sig kungen, men Han Feizi var redan död när underrättelser om benådningen nådde fram. Han dog år 233 f. Kr.